# Битва на мосту (картина)
«Битва на мосту» («Битва между императорами Максенцием и Константином») — картина французского художника Клода Желле по прозванию Лоррен из собрания Государственного музея изобразительных искусств имени А. С. Пушкина (Пушкинского музея).
Картина представляет собой приморский пейзаж, главной её темой является показанное на втором плане сражение, проходящее на каменном арочном мосту. За сражающимися виден морской залив, на дальней стороне которого справа расположены крепостные строения. На переднем плане показана группа убегающих крестьян с домашней скотиной. Ещё одна группа убегающих крестьян находится слева под деревьями. Левее центра на горизонте сквозь атмосферную дымку проступают очертания горы. Справа внизу на камне подпись художника и дата: Claudio G. IV 1655.
Предполагается, что картина изображает битву у Мильвийского моста на Тибре, недалеко от Рима, между императорами Максенцием и Константином, произошедшую 28 октября 312 года. Однако, по мнению Е. Б. Шарновой, сюжет картины лишён исторической конкретности.
Как следует из авторской подписи, картина написана в 1655 году. Начиная с 1634 года Лоррен зарисовывал большинство своих работ в своём альбоме «Liber Veritatis»; «Битве на мосту» в этом альбоме соответствует рисунок № 137. На обороте рисунка имеется надпись «fai pp Alessandri / Claudi fecit / in V. R.», из которой следует, что заказчиком был кардинал Фабио Киджи, который 7 апреля 1655 года, ко времени завершения картины, был избран Папой Римским под именем Александра VII. За эту картину, а также за парную к ней «Похищение Европы», Лоррен получил 6 сентября 1655 года гонорар в размере 225 скуди. После смерти папы картина долгое время находилась в собственности его наследников. В 1798 году её в Риме купил князь Н. Б. Юсупов. Сначала картина находилась в его московском доме, затем в усадьбе Архангельское и далее была перевезена в Санкт-Петербург, где хранилась в Юсуповском дворце на Мойке. После Октябрьской революции всё имущество князей Юсуповых было национализировано, во дворце был устроен музей. В 1924 году музей Юсуповых был упразднён и картина была отправлена в Государственный Эрмитаж, откуда в 1927 году передана в Пушкинский музей. Выставляется в Главном здании музея в зале 21.
У картины есть парная — «Похищение Европы», тоже созданная по заказу папы Александра VII, внесённая в «Liber Veritas» под соседним № 136, имеющая полностью аналогичный провенанс и вместе с «Битвой на мосту» находящаяся в Пушкинском музее
Известна ещё одна аналогичная картина Лоррена на этот же сюжет, написанная в 1637 году и значащаяся в «Liber Veritatis» под № 27. Эта картина находится в собрании Вильденштейнов в Нью-Йорке.
Существует картина, приписываемая Лоррену, буквально повторяющая московскую работу и также датируемая 1655 годом. По утверждению Е. Б. Шарновой, она находится в собрании Виргинского музея изобразительных искусств в Ричмонде. Она же считает, что эта картина является всего лишь копией с московского оригинала, мотивируя это тем, что подобное буквальное копирование Лорреном своих работ абсолютно нехарактерно для художника — Лоррен даже в очень близких работах, таких как «Похищение Европы» из ГМИИ и Букингемского дворца, или «Утро в гавани» из Эрмитажа и Мюнхенской старой пинакотеки, допускал значительную вариативность в деталях. Кроме того, при просмотре онлайн-каталогов музея каких-либо картин Лоррена в ричмондском музее не обнаружено.
Существует высококачественная копия картины, исполненная Л. Караччоло и хранящаяся в музее-усадьбе Архангельское (бумага, гуашь; 42 × 53 см; инвентарный № 1002 ГФ).